# Agent M
Agent M foi uma banda estoniana de rock alternativo formada no final de 2004 na cidade de Tallinn. Suas principais influências são The Stranglers, Blondie, Garbage, The Sounds, Smashing Pumpkins e Queens of the Stone Age.

## História
Agent M começou como um projeto de estúdio do guitarrista Marten Vill e da vocalista Merili Varik no final de 2004. Os singles "7 Surmapattu" e "Kus on mu kodu" ganharam rapidamente atenção das rádios locais e a banda passou a fazer apresentações ao vivo.
No começo a música deles eram descritas como uma mistura do punk, rock alternativo e disco music. Mais tarde, sons mais pesados e ritmos do grunge e do metal surgiram nas suas músicas.
Até hoje, a banda já lançou vários videoclipes e muitos deles entraram na programação da MTV Báltica. Na primavera de 2007, a banda foi anunciada como a vencedora do Baltic New Music Chart. A banda lançou um EP, Šokolaad, em 2006 e um álbum, Spionaaž, em 2007. O álbum permaneceu entre os mais vendidos por muitos meses.
O Agent M anunciou o seu término em 2009. Porém, no final de setembro de 2011, a banda anuncia novas datas de concertos e volta ao cenário musical, com duas canções inéditas: "Millise jumala ma valima pean" e "Suvel meil majas sooja vett ei ole". Além disso, a banda retornou com uma nova formação: Reilika Saks, no vocal, e Taago Piisang, na bateria, entram para substituir Merili Varik e Andres Aru, respectivamente.
Em dezembro de 2012, Marten e Reilika anunciam o fim de Agent M e que a partir de então a banda se chamaria Luna Vulgaris. Ambos abriram mão completamente do material produzido até 2012 pelo Agent M e resolveram começar uma nova banda do zero.

## Integrantes

### Ex-membros
- Reilika Saks – vocal
- Marten Vill – guitarra
- Reimo Va – baixo
- Taago Piisang – bateria
- Merili Varik – vocal
- Andres Aru – bateria
- Margus Tammela – teclado
- Mihkel Kupits – bateria
- Märten Rodes – guitarra
- Ivan Korshunov – baixo
- Andrus Kanter – teclado
- Jarmo "Chopper" Nuutre – bateria

## Discografia
EP
- 2006: Šokolaad – Kulundpea Records
- 2009: Kloostris me elada ei saa – Kulundpea Records
- 2012: Minu koer ei hammusta – independente

Álbuns de estúdio
- 2007: Spionaaž – Kulundpea Records

Singles
- 2007: "Väike tüdruk" – Kulundpea Records
- 2011: "Millise jumala ma valima pean"
- 2012: "The Dark Side"